# Pserimos
Pserimos (en griego: Δωδεκανήσου Ψέριμος; en italiano: Cappari; en turco: Keçi Adasi) es una pequeña isla griega en el archipiélago del Dodecaneso, que se encuentra entre las islas de Kálimnos y Cos, frente a la costa de Turquía. Es parte del municipio de Kálimnos y tenía una población de 80 habitantes en el censo de 2011.

## Ubicación
Pserimos es la isla más grande vecina de la isla-municipio de Kálimnos. La isla está situada en el este del mar Egeo a unos 3,5 km al norte de Cos y 5 km al oeste de Kálimnos. Al noreste, la distancia más corta a Asia Menor, la península de Bodrum (Bodrum Yarimadasi) está a 8 km. En la costa hay algunos islotes rocosos cercanos. Cerca, a un kilómetro al oeste se encuentra la isla deshabitada de Platy. El único pueblo y puerto es Avlakia (Aυλάκια) en la Bahía de Pserimos (Όρμος Ψερίμου) en la costa sur.
Además de Pserimos las islas de Télendos, Plati, Kalolimnos, Agia Kyriaki e Imia también dependen de Kálimnos siendo la más grande de todas ellas.
El paisaje de esta árida isla está dominado principalmente por la baja vegetación arbustiva. Pserimos es de perfil montañoso alcanzando 268 metros la elevación más alta en el noreste.
Debido a la cercanía con la costa turca y a la política expansionista de Turquía existe un contencioso histórico entre Grecia (a quién pertenece la isla) y Turquía sobre los límites de las aguas territoriales, aunque estos han sido definidos en el anexo del convenio entre Italia y Turquía (1932) y han sido reaffirmados en el tratado de accesión de las islas de Dodekaneso a Grecia (1947).

## Historia
En el Catálogo de las naves de Homero Pserimos formaba parte del grupo de las islas Kalydna. Después la única referencia a la isla será en el siglo III a. C. bajo el control de Cos.
Esta pequeña isla ha sido siempre en realidad un mero espectador y víctima de la historia de sus islas vecinas del Dodecaneso y fue abandonada varias veces por sus pocos habitantes.

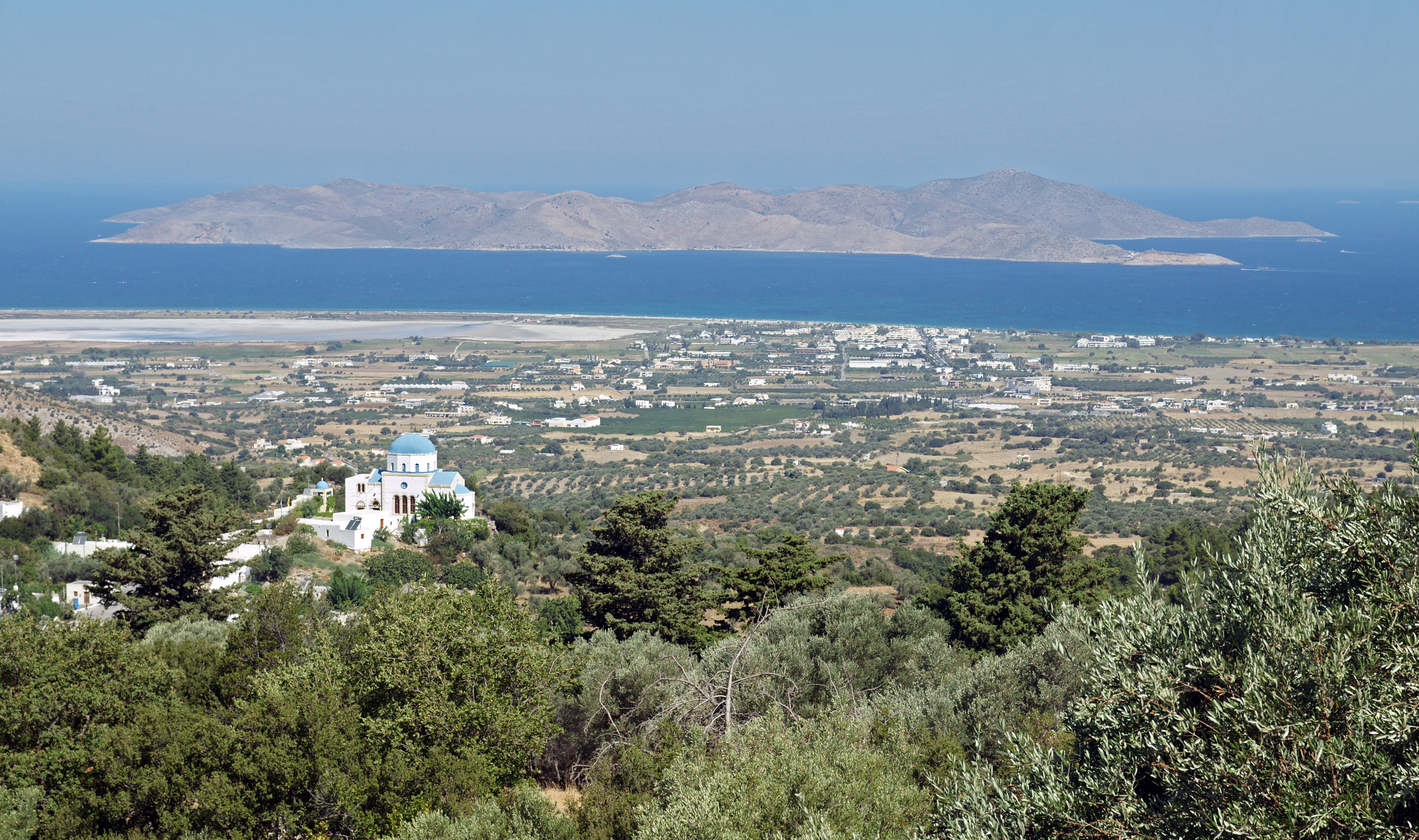
Pserimos desde la isla de Cos

Desde la antigüedad Pserimos ha sido conocida por sus alcaparras, de hecho también se le conoce por el nombre de Cappari debido a la abundancia de arbustos salvajes de esta planta. Hoy el municipio promueve el cultivo de olivos, cerca de 6.000 árboles fueron plantados al noreste del pueblo.

### Religión
Las dos únicas parroquias en la isla y pertenecientes a la Iglesia Ortodoxa del Patriarcado Ecuménico de Constantinopla están adscritas a la Metrópoli de Leros, Kálimnos y Astipalea.

## Turismo
Los 80 habitantes viven principalmente de la pesca y el turismo. Las playas en Pserimos son: Avlakia, Trevathia, Roussa, Vathi, Marathontas, Korakia y Glistra. Pserimos es muy conocida por la buena comida y la cocina local del Dodecaneso servida en los restaurantes frente al mar. También hay un campamento de niños boy scout que es visitado cada año por scouts de todo el mundo.
Además de los árboles hay algunas tabernas a lo largo de los 170 m de hermosa playa de arena y situada en el extremo norte del pueblo está la iglesia consagrada Kimisis tis Panagia (Kοίμησης της Παναγίας, Asunción de la Virgen). Cerca de 1,5 km al noroeste del pueblo en una larga bahía está la iglesia de Panagia Grafiotissa (Παναγία Γραφιώτισσα). No hay otros puntos de interés para los excursionistas que visitan la isla durante un día.
| Año        | 1947 | 1951 | 1961 | 1971 | 1981 | 1991 | 2001 | 2011 |
| ---------- | ---- | ---- | ---- | ---- | ---- | ---- | ---- | ---- |
| Habitantes | 264  | 233  | 157  | 108  | 72   | 79   | 130  | 80   |

La evolución demográfica de la isla ha ido disminuyendo desde la segunda mitad del siglo XX, con un ligero aumento desde la década de 1990. Contrariamente a las cifras oficiales viven muchas menos personas en la isla, en el invierno 2008/2009 había un máximo de 30 habitantes.

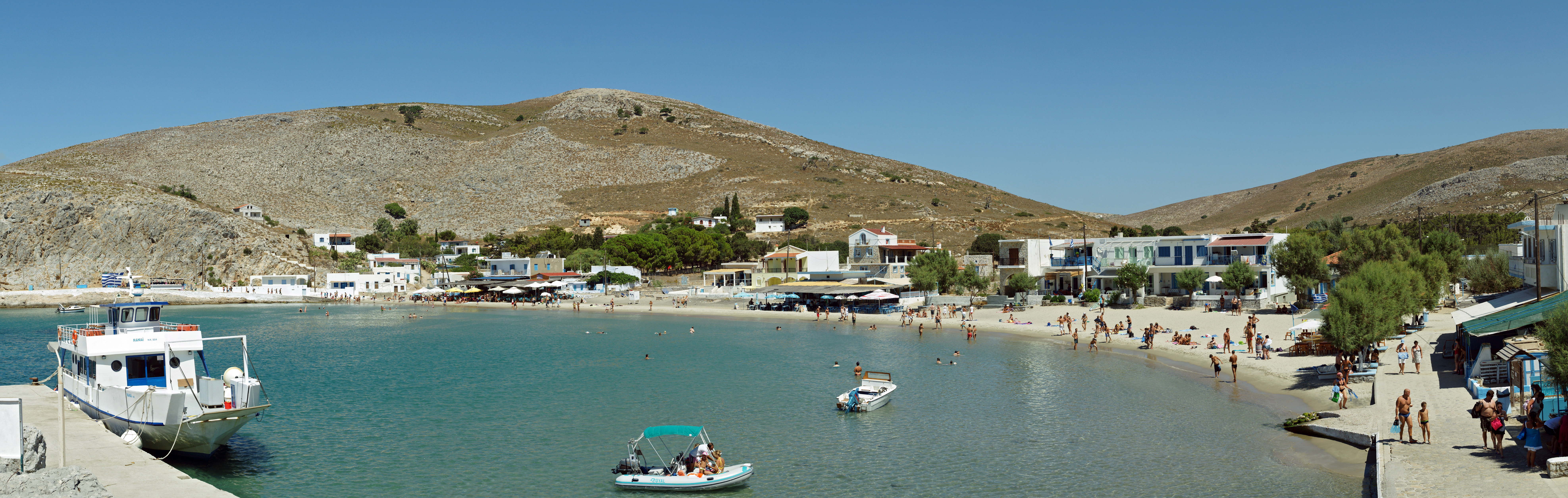
Playa en Pserimos.

## Educación
Para permitir a los niños de pequeñas islas de la Prefectura del Dodecaneso asistir a un Instituto de Secundaria se probó la TeleEscuela en colaboración con el Departamento de Ciencias de la Informática de la Universidad del Egeo. Está en proyecto una extensión a otras pequeñas islas y a comunidades remotas para un resultado exitoso.

## Economía
La principal industria es el turismo, los turistas son griegos así como otros europeos atraídos por su ubicación remota. Hay varias playas y una serie de tabernas, algunas de las cuales ofrecen alojamiento. Pserimos es atendido por un ferry diario desde Pothia, en la isla de Kálimnos, y es un destino en el itinerario de una serie de buques de crucero en la zona.
Forma parte de las islas del Dodecaneso que no son autosuficientes en recursos hídricos y debe importar agua por barco desde Rodas a un coste medio de 5 € por metro cúbico.
En la gran bahía oriental se practica la piscicultura.